# Diaphanosoma mongolianum
Diaphanosoma mongolianum är en kräftdjursart som beskrevs av Uéno 1938. Diaphanosoma mongolianum ingår i släktet Diaphanosoma och familjen Sididae. Inga underarter finns listade i Catalogue of Life.